# Dipartimento di Kaya
Il dipartimento di Kaya è un dipartimento del Ciad facente parte della provincia del Lago. Ha come capoluogo la città di Baga Sola.

## Comuni
Il dipartimento comprende i seguenti comuni:
- Baga Sola
- Ngouboua